# Вільгельм Луїс
Вільгельм Луїс (нім. Wilhelm Luis; 13 грудня 1915, Любек — 30 липня 1943, Біскайська затока) — німецький офіцер-підводник, корветтен-капітан крігсмаріне.

## Біографія
5 квітня 1935 року вступив на флот. З жовтня 1937 року вслужив в 3-й ескадрильї 806-ї групи берегової авіації. З грудня 1940 року — інструктор військово-морського училища в Фленсбурзі-Мюрвіку. В лютому-липні 1942 року пройшов курс підводника. З липня 1942 року — 1-й вахтовий офіцер на підводному човні U-504. З грудня 1942 по січень 1943 року пройшов курс командира човна. З 6 січня 1943 року — командир U-504, на якому здійснив 3 походи (разом 108 днів у морі). 30 липня 1943 року U-504 був потоплений в Біскайській затоці північно-західніше мису Ортегаль британськими шлюпами типу «Блек Свон» «Врен», «Кайт», «Вудпекер», «Вайлд Гус» і «Вудпекер». Всі 53 члени екіпажу загинули.

## Звання
- Кандидат в офіцери (5 квітня 1935)
- Морський кадет (25 вересня 1935)
- Фенріх-цур-зее (1 липня 1936)
- Оберфенріх-цур-зее (1 січня 1938)
- Лейтенант-цур-зее (1 квітня 1938)
- Оберлейтенант-цур-зее (1 жовтня 1939)
- Капітан-лейтенант (1 червня 1942)
- Корветтен-капітан (1 липня 1943)

## Нагороди
- Нагрудний знак спостерігача (21 грудня 1938)
- Медаль «За вислугу років у Вермахті» 4-го класу (4 роки)
- Залізний хрест
  - 2-го класу (8 березня 1940)
  - 1-го класу (25 лютого 1941)
- Авіаційна планка розвідника в золоті (24 травня 1941)
- Нагрудний знак підводника (12 грудня 1942)